# الصرف الصحي في دبي

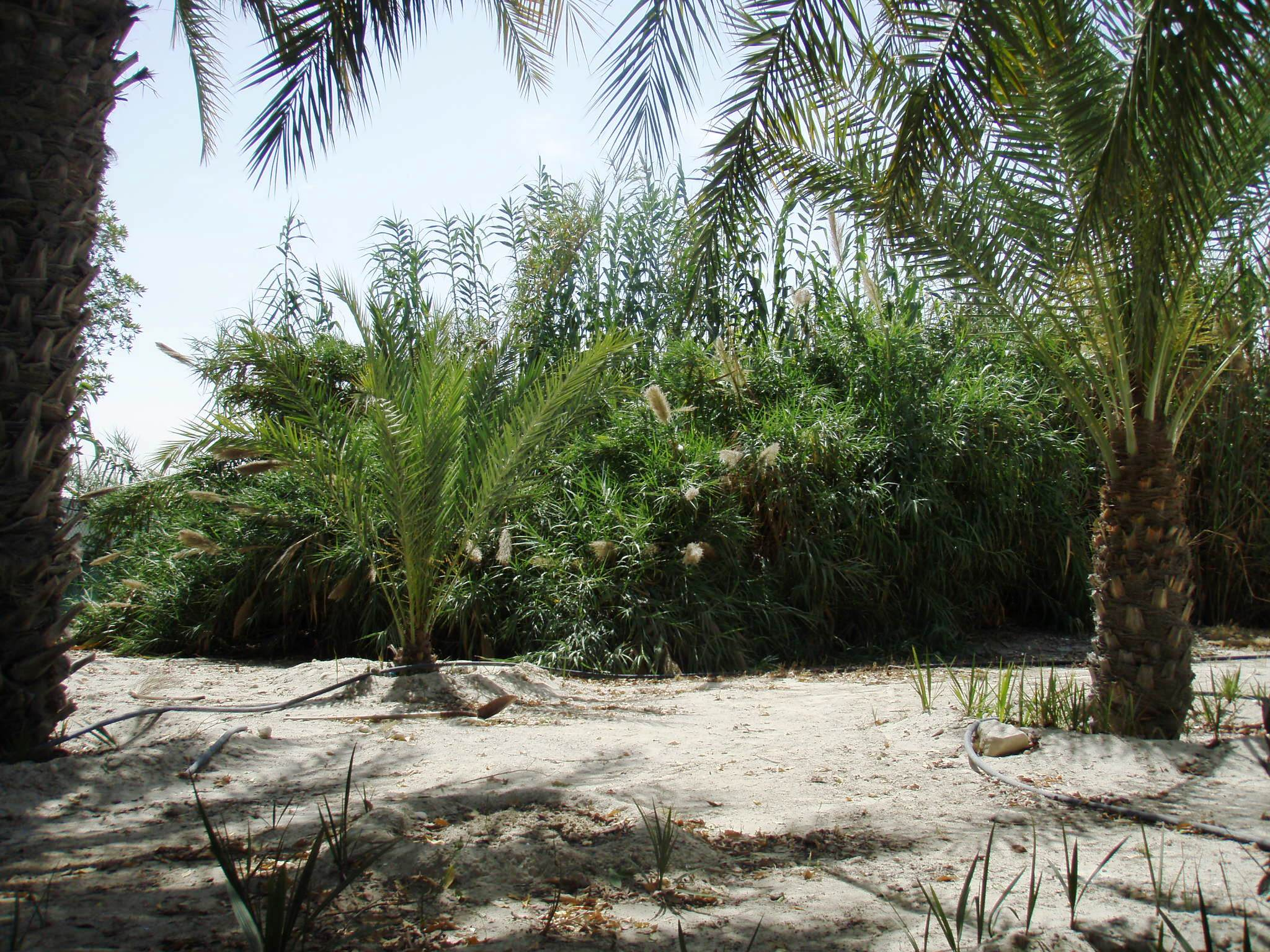
أشجار النخيل المروية بمياه الصرف الصحي المعالجة في منطقة رطبة تابعة لبلدية دبي

يشمل الصرف الصحي في دبي تخطيط وإدارة البنية التحتية لإدارة النفايات والصرف الصحي في دبي، داخل دولة الإمارات العربية المتحدة. كان في دبي العديد من المشاكل المتعلقة بسعة الصرف الصحي والاتصال قبل عام 2007 ولكن في السنوات الأخيرة قامت بلدية دبي بتوسيع قدرتها. ومنذ ذلك الحين أصبح لدى دبي شبكة أنابيب صرف صحي بطول 1,200 كيلومتر. تمت إضافة 80 كيلومترًا إضافيًا في عام 2011 لربط مدينة دبي الصناعية. وقد طرحت بلدية دبي خلال العام 2015«مشروع القرن للصرف الصحي عن طريق الأنفاق العميقة»، بتكلفة إجمالية تصل إلى 12 مليار درهم لسد احتياجات النمو المتزايد لسكان دبي على مدى الـ 100 عام المقبلة. وفي عام 2023 تم اعتماد منظومة الصرف الصحي لإمارة دبي باستثمارات 22 مليار دولار بالشراكة مع القطاع الخاص، من أجل تجهيز البنية التحتية للمستقبل بمنظومة تعد الأحدث والأكثر استدامة في العالم.

## البنية التحتية للصرف الصحي
تمتلك بلدية دبي محطتين رئيسيتين للصرف الصحي، واحدة في العوير، وواحدة في جبل علي. يتم أيضًا تشغيل العديد من محطات معالجة مياه الصرف الصحي الصغيرة في جميع أنحاء الإمارة من قبل مشغلين من القطاع الخاص لخدمة مناطق أو أحياء محددة.

### مصنع العوير
تعد محطة الصرف الصحي في العوير إحدى المناطق الرئيسية لمعالجة مياه الصرف الصحي في دبي. وقد تم توسيعها بشكل كبير في السنوات الأخيرة. تبلغ القدرة التصميمية للمرحلة الأولى من المحطة 260,000 متر مكعب يوميًا، ولكن بحلول ديسمبر 2007، كانت تتعامل مع ما يقرب من 500,000 متر مكعب يوميًا. أضافت المرحلة الثانية من المحطة 65,000 متر مكعب من القدرة وتم تشغيلها في يناير 2008. وكانت المرحلة الثالثة من المحطة قيد الدراسة في عام 2007 وتضيف قدرة إضافية تبلغ 80,000 متر مكعب.

### محطة جبل علي
اكتملت المرحلتان الأوليان من محطة جبل علي في أبريل 2009، وبدأت عملياتها، مما خفف الضغط على محطة العوير. واكتملت المرحلة الثانية في أكتوبر 2010، كما اكتملت محطة معالجة الروائح. بلغت تكلفة المشروع أكثر من 1,500,000,000 درهم إماراتي، ويغطي مساحة 670 هكتارًا، وتبلغ طاقتها الإنتاجية 300,000 متر مكعب من مياه الصرف الصحي يوميًا. ويجري حاليًا إنشاء محطة ضخ مياه الصرف الصحي وخطوط الضخ كمشروع ثانٍ بتكلفة 580,000,000 درهم إماراتي. ويجري حاليًا بناء محطة ضخ مياه الصرف الصحي وخطوط الضخ التي تربطها بمحطة المعالجة الرئيسية في جبل علي بتكلفة 191,000,000 درهم إماراتي. في عام 2011، تم اختيار محطة معالجة مياه الصرف الصحي في جبل علي كأفضل مشروع لإعادة استخدام المياه لهذا العام كجزء من جوائز MEED السنوية للجودة.

### محطات أخرى
- صممت شركة إيجل للكهرباء والميكانيكا / الحجاز للمعدات الميكانيكية، وبنت، وشغّلت أكثر من 100 مشروع لمعالجة مياه الصرف الصحي في دولة الإمارات العربية المتحدة منذ عام 1985. وتشمل هذه المشاريع مفاعلات الطرد المركزي، كما هو الحال في محطة مدينة دبي الرياضية بسعة 25,000 متر مكعب يوميًا، ومحطة تهوية ممتدة بسعة 30,000 متر مكعب يوميًا في الحدائق، ومفاعلات الطرد المركزي بسعة 12,500 متر مكعب يوميًا في القوز، بالإضافة إلى مفاعلات الطرد المركزي، وغيرها.
- تمتلك شركة كونكورد-كورودكس محطات معالجة مياه الصرف الصحي باستخدام المفاعلات الحيوية الغشائية في كل من نخلة جميرا ومدينة دبي العالمية.[9]
- تشغل شركة ماتيتو وتصون محطة معالجة مياه الصرف الصحي بنظام مفاعلات دفعات متتابعة بسعة 2,000 متر مكعب يوميًا، والتي تعالج مياه الصرف الصحي المجمعة من مجمع سكاي كورتس.[10]
- تشغل شركة كونكورديا محطة معالجة مياه الصرف الصحي التي تخدم مشروع "ذا جاليريز" في وسط مدينة جبل علي.[11]

## مشكلات الصرف الصحي
خلال فترة الازدهار الاقتصادي التي شهدتها دبي في العقد الأول من القرن الحادي والعشرين، أدى نمو المدينة إلى استنزاف بنيتها التحتية الحالية لمعالجة مياه الصرف الصحي إلى أقصى حد. كانت مياه الصرف الصحي من مناطق دبي غير المتصلة بشبكة الأنابيب البلدية آنذاك تُجمع يوميًا من آلاف خزانات التجميع المنتشرة في جميع أنحاء المدينة، وتُنقل بواسطة صهاريج إلى محطة معالجة مياه الصرف الصحي الوحيدة في المدينة في العوير. وبسبب الطوابير الطويلة والتأخير، لجأ العديد من سائقي الصهاريج إلى التخلص من مياه الصرف الخام بشكل غير قانوني في مصارف الأمطار أو خلف الكثبان الرملية في الصحراء، مما أثار جدلًا واسعًا. وكانت مياه الصرف الصحي التي تُصرف في مصارف الأمطار تتدفق مباشرة إلى الخليج العربي، بالقرب من شواطئ السباحة الرئيسية في المدينة. وحذر الأطباء من أن السياح الذين يستخدمون الشواطئ معرضون لخطر الإصابة بأمراض خطيرة مثل التيفوئيد والتهاب الكبد.
تؤكد بلدية دبي التزامها بمحاولة القبض على الجناة، وفرضت غرامات تصل إلى 25,000 دولار أمريكي، بالإضافة إلى التهديد بمصادرة الصهاريج في حال استمرار إلقاء النفايات. وتؤكد البلدية أن نتائج الاختبارات تُظهر أن عينات المياه "ضمن المعايير".
في عام 2013، أفادت التقارير أن محطة جبل علي تستقبل 70% من مياه الصرف الصحي عبر شبكة الصرف الصحي في المدينة، بينما تأتي نسبة 30% المتبقية من شاحنات الصرف الصحي.
ونظرًا لفيضانات الإمارات العربية المتحدة عام 2024، من المتوقع الانتهاء من مشروع نظام صرف صحي جديد بمليارات الدراهم بحلول عام 2025.